# Рудник Долинний
Рудник Долинний – гірничодобувне підприємство в Актогайському районі Карагандинської області Казахстану, яке здійснює розробку однойменного золоторудного родовища.
В 2018 році компанія «Алтиналмас» придбала родовища Долинне, розвідку якого перед тим провела російська компанія Polymetal. На цей момент за родовищем рахувалось 5,2 млн тон руди, що має містити 12,6 тон золота.
Відомо, що складений ще на початку 2010-х перший план розробки Долинного передбачав як спорудження кар’єру, так і шахтний видобуток до глибини у кілька сотень метрів. 
Як зазначається на сайті «Алтиналмас», з Долинного можливо отримувати до 2,86 млн. тон руди із середнім вмістом золота на рівні 0,86 г/т. Руда відправляється на фабрику з вилучення золота, що розташована на майданчику сусіднього Пустельного родовища. При цьому з огляду на початок розробки Долинного пропускна здатність фабрики була в 2020 році збільшена на 2,5 млн тон.
Можливо відзначити, що «Алтиналмас» окрім Долинного та Пустельного рудників належать численні золоті копальні у інших регіонах (Секісовський рудник, Бестобе, Жолимбет та інші).